# امپراتور امروز
امپراتور امروز (به هندی: Aaj Ke Shahenshah) و (به انگلیسی: Today's Emperor) فیلمی هندی محصول سال ۱۹۹۰ و به کارگردانی شیبو میترا است. در این فیلم بازیگرانی همچون جیتندرا، چانکی پاندی، راج بابار، کیمی کاتکار، سونام، راضا مراد و رانجیت ایفای نقش کرده‌اند.